# Borci Donji
Borci Donji (szerbül: Борци Доњи), falu Bosznia-Hercegovinában, a Bosanska Krajina keleti részén, Kotor-Varoš községben, a Szerb Köztársaságban. 

## Fekvése
A település Bosznia-Hercegovina északi részén, Banja Lukától légvonalban 34, közúton 47 km-re délkeletre, községközpontjától légvonalban 11, közúton 15 km-re délkeletre, a Vrbanja jobb partján, 360-750 méteres tengerszint feletti magasságban fekszik.

## Népessége
| Nemzetiségi csoport | Népesség 1991 | Népesség 2013 |
| ------------------- | ------------- | ------------- |
| Szerb               | 417           | 252           |
| Bosnyák             | 0             | 1             |
| Horvát              | 2             | 2             |
| Jugoszláv           | 0             | 2             |
| Egyéb               | 0             | 2             |
| Összesen            | 419           | 259           |

## Története
A szerb lakosságú település 1878-ig tartozott az Oszmán Birodalomhoz, ekkor a berlini kongresszus határozata alapján az Osztrák-Magyar Monarchia része lett. 1879-ben az első osztrák-magyar népszámlálás során a Banja Luka-i járáshoz tartozó Borci településnek 33 háztartása és 443 ortodox lakosa volt.  1910-ben a Kotor Varoš-i járáshoz tartozó településen 44 háztartást, 576 ortodox és 17 muszlim lakost találtak. A monarchia szétesésével 1918-ban előbb a Szerb-Horvát-Szlovén Királyság, majd 1929-től a Jugoszláv Királyság része lett. 1921-ben 570 lakosa volt, melyből 552 ortodox és 18 muszlim volt. Az 1929-es törvény értelmében, amikor Bosznia-Hercegovinát négy banovinára, Drinskára, Vrbaskára, Zetskára és Primorskára osztották, a település a Vrbaska banovina része lett, amelynek székhelye Banja Luka volt. 
Jugoszlávia megszállása után a Független Horvát Állam (NDH) része lett. Az 1953-as közigazgatási reform során a települést két részre, Borci Donji és Borci Gornji településekre osztották. A boszniai háborút lezáró daytoni békeszerződést követő területfelosztásnál Kotor-Varoš község részeként a Szerb Köztársaság területéhez került. 